# 穆罕默德·羅納
穆罕默德·羅納（丹麥語：Mohammad Rona，1985年1月10日—）是一位出生於阿富汗的丹麥政治家，也是來自溫和黨的丹麥國民議會北日德蘭選區議員。2022年11月，羅納與溫和派的其他16名成員一起被選為國會議員。